# Jánoshida
Jánoshida è un comune dell'Ungheria di 2.725 abitanti (dati 2001). È situato nella contea di Jász-Nagykun-Szolnok.